# Schwere Panzer-Abteilung (Tiger / Fkl) 301
De Schwere Panzerabteilung (Tiger / Fkl) 301 was een speciaal en zelfstandig opererend Duits tankbataljon in de Tweede Wereldoorlog. Het bataljon was uitgerust met zware tanks van het type Tiger I ofwel Panzerkampfwagen VI Ausf. E plus pantservoertuigen van het type Borgward IV. Dit laatste voertuig kon zowel met een bemanningslid als op afstand bestuurd ingezet worden. Deze laatste versie was radiografisch bestuurd, in het Duits Funklenk, waarmee de afkorting Fkl uit de naam verklaard is. De eenheid kwam alleen actief aan het westfront in 1944/45. 

## Formatie

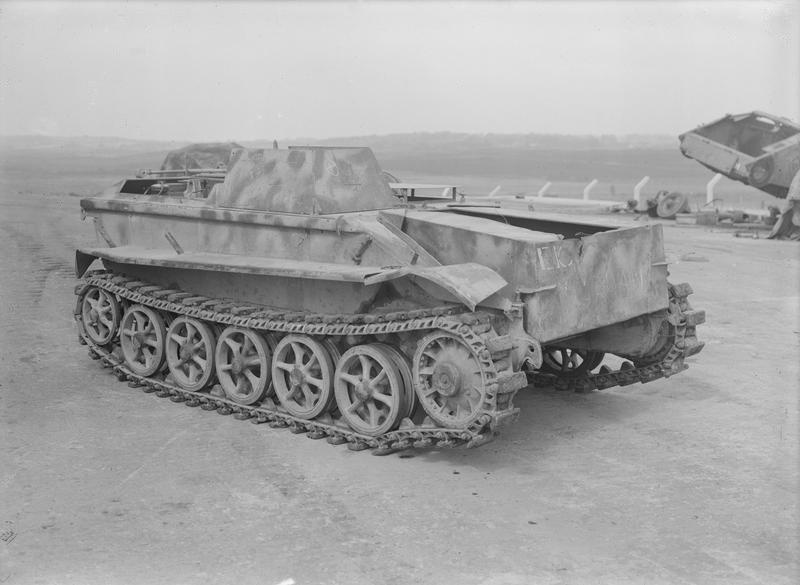
Naast de Panzer VI "Tiger I" beschikte de Abteilung over een groot aantal Borgward IV’s

De Schwere Panzerabteilung (Tiger / Fkl) 301 werd opgericht op 2 september 1944 door omdopen van Panzerabteilung (Fkl) 301 op Oefenterrein Grafenwöhr. De Abteilung kreeg daar ook zijn voertuigen, de Tiger I en de Borgward IV toegevoerd. Dat gebeurde wel met vertraging. De eerste 21 Tigers kreeg de Abteilung in september en nog 10 meer in oktober 1944. 

## Operaties
Op 31 oktober 1944 werd de Abteilung in Grafenwöhr geladen en per trein naar Erkelenz vervoerd, waar het op 2 november 1944 aankwam. Na het begin van het Amerikaanse offensief in dit gebied op 14 november werd de Abteilung verplaatst naar het gebied tussen Linnich en Jülich langs de Roer, o.a. als ondersteuning van de 246e Volksgrenadierdivisie. Hier bleef de Abteilung tot medio december 1944. Vanaf eind december 1944 was de Abteilung legergroepreserve bij Nörvenich. Na het begin van de Britse aanval op de Roerdriehoek (Operatie Blackcock) medio januari 1945, werd de Abteilung ingezet ter versterking van de 176e Infanteriedivisie. Na afloop trok de Abteilung zich terug als legerreserve bij Kirchherten. Eind februari beschikte de eenheid nog over 15 Tigers. Door Operatie Grenade werd de Abteilung terugedrongen tot over de Rijn en bereikte op 6 maart 1945 Bergisch Gladbach. De Tiger-tanks die nog operationeel waren, werden bij Gummersbach samengevoegd tot één operationele compagnie. Op 18/19 maart rolde compagnie naar Mettmann, waar het een legerreserve werd. Op 31 maart was de eenheid bij Lütgendortmund. Er waren nog vier Tigers over. De eenheid zat nu gevangen in de Ruhrkessel  en vormde deel van de noordelijk verdedigingsgordel. Op 12 april verhuisden de Tigers naar Gevelsberg. Bij Haßlinghausen kwamen de tanks weer in vijandcontact. De eenheid werd de westelijke Ruhrkessel ingedreven. Op 16 april werd Sprockhövel bereikt, waar de drie resterende tanks werden opgeblazen wegens gebrek aan brandstof. Het merendeel van de ladingdragers was ook al opgeblazen bij de vorige gevechten. 

## Einde
De Schwere Panzerabteilung (Tiger / Fkl) 301 capituleerde op 16 april 1945 bij Sprockhövel aan Amerikaanse troepen. 

## Data
De Schwere Panzerabteilung (Tiger / Fkl) 301 verloor in haar bestaan 31 eigen tanks en vernietigde 60-70 geallieerde tanks.

## Samenstelling
- Staf, inclusief stafcompagnie, met 1 Tiger I
- 3 Tankcompagniën, elk met 10x Tiger I en 54x Borgward IV
- Verzorgingscompagnie
- Onderhoudscompagnie

## Commandanten
| Rang      | Naam   | Begin            | Eind           |
| --------- | ------ | ---------------- | -------------- |
| Hauptmann | Krämer | 2 september 1944 | 16 april 1945? |

```

```